# Yigoga lupinus
Yigoga lupinus là một loài bướm đêm trong họ Noctuidae.